# CONCACAF Gold Cup 2005
De CONCACAF Gold Cup 2005 was de achtste editie van de CONCACAF Gold Cup, het voetbalkampioenschap van Noord- en Centraal-Amerika. Het werd gehouden in de Verenigde Staten en duurde van 6 juli tot 24 juli 2005.
De twaalf deelnemende teams werden verdeeld over drie groepen van vier landen. De beste twee van de groep en de twee beste derden gingen naar de kwartfinale. Colombia en Zuid-Afrika waren uitgenodigd.

## Deelnemende landen
| Team                                                                      | Kwalificatie           | Aantal deelnames       |
| Noord-Amerikaanse zone                                                    | Noord-Amerikaanse zone | Noord-Amerikaanse zone |
| ------------------------------------------------------------------------- | ---------------------- | ---------------------- |
| Verenigde Staten                                                          | Gastland               | 8e                     |
| Mexico (t)                                                                | Automatisch geplaatst  | 8e                     |
| Canada                                                                    | Automatisch geplaatst  | 7e                     |
| Caraïben gekwalificeerd na deelname aan de Caribbean Cup 2005             |                        |                        |
| Jamaica                                                                   | Winnaar                | 6e                     |
| Cuba                                                                      | 2e plaats              | 4e                     |
| Trinidad en Tobago                                                        | 3e plaats              | 6e                     |
| Centraal-Amerika gekwalificeerd na deelname aan de UNCAF Nations Cup 2005 |                        |                        |
| Costa Rica                                                                | Winnaar                | 7e                     |
| Honduras                                                                  | 2de plaats             | 7e                     |
| Guatemala                                                                 | 3de plaats             | 7e                     |
| Panama                                                                    | 4de plaats             | 2e                     |
| Uitgenodigde landen                                                       |                        |                        |
| Zuid-Afrika                                                               |                        | 1ste                   |
| Colombia                                                                  |                        | 3de                    |

- (t) = titelverdediger

## Speelsteden
| Foxborough                    | East Rutherford                                                       | Carson                                                                | Seattle                                                               | Houston            |
| ----------------------------- | --------------------------------------------------------------------- | --------------------------------------------------------------------- | --------------------------------------------------------------------- | ------------------ |
| Gillette Stadium              | Giants Stadium                                                        | Home Depot Center                                                     | Qwest Field                                                           | Reliant Stadium    |
| Capaciteit: 72.319            | Capaciteit: 68.756                                                    | Capaciteit: 80.042                                                    | Capaciteit: 67.000                                                    | Capaciteit: 71.500 |
|                               |                                                                       |                                                                       |                                                                       |                    |
| Los Angeles                   | · Houston Miami Carson Foxborough East Rutherford Los Angeles Seattle | · Houston Miami Carson Foxborough East Rutherford Los Angeles Seattle | · Houston Miami Carson Foxborough East Rutherford Los Angeles Seattle | Miami              |
| Los Angeles Memorial Coliseum | · Houston Miami Carson Foxborough East Rutherford Los Angeles Seattle | · Houston Miami Carson Foxborough East Rutherford Los Angeles Seattle | · Houston Miami Carson Foxborough East Rutherford Los Angeles Seattle | Orange Bowl        |
| Capaciteit: 93.607            | · Houston Miami Carson Foxborough East Rutherford Los Angeles Seattle | · Houston Miami Carson Foxborough East Rutherford Los Angeles Seattle | · Houston Miami Carson Foxborough East Rutherford Los Angeles Seattle | Capaciteit: 72.319 |
|                               | · Houston Miami Carson Foxborough East Rutherford Los Angeles Seattle | · Houston Miami Carson Foxborough East Rutherford Los Angeles Seattle | · Houston Miami Carson Foxborough East Rutherford Los Angeles Seattle |                    |

## Groepsfase

### Groep A
| Land               | Wed | Win | Gel | Ver | DV | DT | +/− | Pnt |
| ------------------ | --- | --- | --- | --- | -- | -- | --- | --- |
| Honduras           | 3   | 2   | 1   | 0   | 4  | 2  | 2   | 7   |
| Panama             | 3   | 1   | 1   | 1   | 3  | 3  | 0   | 4   |
| Colombia           | 3   | 1   | 0   | 2   | 3  | 3  | 0   | 3   |
| Trinidad en Tobago | 3   | 0   | 2   | 1   | 3  | 5  | –2  | 2   |

|                                |          |                  |            |                                                                                    |
| 5 juli 2005 «onderlinge duels» | Colombia | 0 – 1            | Panama     | Orange Bowl, Miami Toeschouwers: 10.311 Scheidsrechter: Carlos Batres ( Guatemala) |
| 5 juli 2005 «onderlinge duels» |          | Wedstrijdverslag | Tejada 70' | Orange Bowl, Miami Toeschouwers: 10.311 Scheidsrechter: Carlos Batres ( Guatemala) |

|                                |                    |                  |              |                                                                                    |
| 5 juli 2005 «onderlinge duels» | Trinidad en Tobago | 1 – 1            | Honduras     | Orange Bowl, Miami Toeschouwers: 10.311 Scheidsrechter: Mauricio Navarro ( Canada) |
| 5 juli 2005 «onderlinge duels» | Birchall 28'       | Wedstrijdverslag | Figueroa 43' | Orange Bowl, Miami Toeschouwers: 10.311 Scheidsrechter: Mauricio Navarro ( Canada) |

|                                |                   |                  |                       |                                                                                       |
| 9 juli 2005 «onderlinge duels» | Panama            | 2 – 2            | Trinidad en Tobago    | Orange Bowl, Miami Toeschouwers: 17.292 Scheidsrechter: Enrico Wijngaarde ( Suriname) |
| 9 juli 2005 «onderlinge duels» | Tejada 24', 90+1' | Wedstrijdverslag | Andrews 17' Glenn 90' | Orange Bowl, Miami Toeschouwers: 17.292 Scheidsrechter: Enrico Wijngaarde ( Suriname) |

|                                |                    |                  |                   |                                                                                   |
| 9 juli 2005 «onderlinge duels» | Honduras           | 2 – 1            | Colombia          | Orange Bowl, Miami Toeschouwers: 17.292 Scheidsrechter: Marco Rodríguez ( Mexico) |
| 9 juli 2005 «onderlinge duels» | Velásquez 79', 82' | Wedstrijdverslag | Moreno 30' (pen.) | Orange Bowl, Miami Toeschouwers: 17.292 Scheidsrechter: Marco Rodríguez ( Mexico) |

|                                 |                         |                  |                    |                                                                                  |
| 11 juli 2005 «onderlinge duels» | Colombia                | 2 – 0            | Trinidad en Tobago | Orange Bowl, Miami Toeschouwers: 8.457 Scheidsrechter: Marco Rodríguez ( Mexico) |
| 11 juli 2005 «onderlinge duels» | Aguilar 77' Hurtado 79' | Wedstrijdverslag |                    | Orange Bowl, Miami Toeschouwers: 8.457 Scheidsrechter: Marco Rodríguez ( Mexico) |

|                                 |               |                  |        |                                                                                      |
| 11 juli 2005 «onderlinge duels» | Honduras      | 1 – 0            | Panama | Orange Bowl, Miami Toeschouwers: 8.457 Scheidsrechter: Enrico Wijngaarde ( Suriname) |
| 11 juli 2005 «onderlinge duels» | Caballero 80' | Wedstrijdverslag |        | Orange Bowl, Miami Toeschouwers: 8.457 Scheidsrechter: Enrico Wijngaarde ( Suriname) |

### Groep B
| Land             | Wed | Win | Gel | Ver | DV | DT | +/− | Pnt |
| ---------------- | --- | --- | --- | --- | -- | -- | --- | --- |
| Verenigde Staten | 3   | 2   | 1   | 0   | 6  | 1  | 5   | 7   |
| Costa Rica       | 3   | 2   | 1   | 0   | 4  | 1  | 3   | 7   |
| Canada           | 3   | 1   | 0   | 2   | 2  | 4  | –2  | 3   |
| Cuba             | 3   | 0   | 0   | 3   | 3  | 9  | –6  | 0   |

|                                |        |                  |                 |                                                                                        |
| 7 juli 2005 «onderlinge duels» | Canada | 0 – 1            | Costa Rica      | Qwest Field, Seattle Toeschouwers: 15.831 Scheidsrechter: Peter Prendergast ( Jamaica) |
| 7 juli 2005 «onderlinge duels» |        | Wedstrijdverslag | Soto 30' (pen.) | Qwest Field, Seattle Toeschouwers: 15.831 Scheidsrechter: Peter Prendergast ( Jamaica) |

|                                |          |                  |                                          |                                                                                   |
| 7 juli 2005 «onderlinge duels» | Cuba     | 1 – 4            | Verenigde Staten                         | Qwest Field, Seattle Toeschouwers: 15.831 Scheidsrechter: José Pineda ( Honduras) |
| 7 juli 2005 «onderlinge duels» | Moré 18' | Wedstrijdverslag | Dempsey 44' Donovan 87', 90' Beasley 89' | Qwest Field, Seattle Toeschouwers: 15.831 Scheidsrechter: José Pineda ( Honduras) |

|                                |                                        |                  |             |                                                                                      |
| 9 juli 2005 «onderlinge duels» | Costa Rica                             | 3 – 1            | Cuba        | Qwest Field, Seattle Toeschouwers: 15.109 Scheidsrechter: Benito Archundia ( Mexico) |
| 9 juli 2005 «onderlinge duels» | Brenes 61', 85' (pen.) Soto 81' (pen.) | Wedstrijdverslag | Galindo 72' | Qwest Field, Seattle Toeschouwers: 15.109 Scheidsrechter: Benito Archundia ( Mexico) |

|                                |                                   |                  |        |                                                                                             |
| 9 juli 2005 «onderlinge duels» | Verenigde Staten                  | 2 – 0            | Canada | Qwest Field, Seattle Toeschouwers: 15.109 Scheidsrechter: Neal Brizan ( Trinidad en Tobago) |
| 9 juli 2005 «onderlinge duels» | Hutchinson 48' (e.d.) Donovan 90' | Wedstrijdverslag |        | Qwest Field, Seattle Toeschouwers: 15.109 Scheidsrechter: Neal Brizan ( Trinidad en Tobago) |

|                                 |                  |       |            |                                                                                              |
| 11 juli 2005 «onderlinge duels» | Verenigde Staten | 0 – 0 | Costa Rica | Gillette Stadium, Foxborough Toeschouwers: 15.211 Scheidsrechter: Benito Archundia ( Mexico) |
| 11 juli 2005 «onderlinge duels» | Wedstrijdverslag |       |            | Gillette Stadium, Foxborough Toeschouwers: 15.211 Scheidsrechter: Benito Archundia ( Mexico) |

|                                 |                          |                  |               |                                                                                            |
| 11 juli 2005 «onderlinge duels» | Canada                   | 2 – 1            | Cuba          | Gillette Stadium, Foxborough Toeschouwers: 15.211 Scheidsrechter: Roberto Moreno ( Panama) |
| 11 juli 2005 «onderlinge duels» | Gerba 69' Hutchinson 87' | Wedstrijdverslag | Cervantes 90' | Gillette Stadium, Foxborough Toeschouwers: 15.211 Scheidsrechter: Roberto Moreno ( Panama) |

### Groep C
| Land        | Wed | Win | Gel | Ver | DV | DT | +/− | Pnt |
| ----------- | --- | --- | --- | --- | -- | -- | --- | --- |
| Mexico      | 3   | 2   | 0   | 1   | 6  | 2  | 4   | 6   |
| Zuid-Afrika | 3   | 1   | 2   | 0   | 6  | 5  | 1   | 5   |
| Jamaica     | 3   | 1   | 1   | 1   | 7  | 7  | 0   | 4   |
| Guatemala   | 3   | 0   | 1   | 2   | 4  | 9  | –5  | 1   |

|                                |                           |                  |               |                                                                                                   |
| 7 juli 2005 «onderlinge duels» | Zuid-Afrika               | 2 – 1            | Mexico        | The Home Depot Center, Carson Toeschouwers: 27.000 Scheidsrechter: Rodolfo Sibrian ( El Salvador) |
| 7 juli 2005 «onderlinge duels» | Evans 28' van Heerden 41' | Wedstrijdverslag | Rodríguez 83' | The Home Depot Center, Carson Toeschouwers: 27.000 Scheidsrechter: Rodolfo Sibrian ( El Salvador) |

|                                |                           |                  |                                                  |                                                                                                   |
| 7 juli 2005 «onderlinge duels» | Guatemala                 | 3 – 4            | Jamaica                                          | The Home Depot Center, Carson Toeschouwers: 27.000 Scheidsrechter: Brian Hall ( Verenigde Staten) |
| 7 juli 2005 «onderlinge duels» | Ruiz 11' (pen.), 45', 87' | Wedstrijdverslag | Shelton 3' Fuller 5' Williams 45' (pen.) Hue 57' | The Home Depot Center, Carson Toeschouwers: 27.000 Scheidsrechter: Brian Hall ( Verenigde Staten) |

|                                |                                        |                  |           | |
| 9 juli 2005 «onderlinge duels» | Mexico                                 | 4 – 0            | Guatemala | Los Angeles Memorial Coliseum, Los Angeles Toeschouwers: 30.710 Scheidsrechter: Óscar Ruiz ( Colombia) |
| 9 juli 2005 «onderlinge duels» | Borgetti 5', 14' Galindo 54' Bravo 65' | Wedstrijdverslag |           | Los Angeles Memorial Coliseum, Los Angeles Toeschouwers: 30.710 Scheidsrechter: Óscar Ruiz ( Colombia) |

|                                |                                 |                  |                                        | |
| 9 juli 2005 «onderlinge duels» | Jamaica                         | 3 – 3            | Zuid-Afrika                            | Los Angeles Memorial Coliseum, Los Angeles Toeschouwers: 30.710 Scheidsrechter: Kevin Stott ( Verenigde Staten) |
| 9 juli 2005 «onderlinge duels» | Hue 35' Stewart 45' Bennett 80' | Wedstrijdverslag | Raselemane 35' Ndlela 41' Nomvethe 56' | Los Angeles Memorial Coliseum, Los Angeles Toeschouwers: 30.710 Scheidsrechter: Kevin Stott ( Verenigde Staten) |

|                                 |            |                  |             |                                                                                               |
| 11 juli 2005 «onderlinge duels» | Guatemala  | 1 – 1            | Zuid-Afrika | Reliant Stadium, Houston Toeschouwers: 45.311 Scheidsrechter: Kevin Stott ( Verenigde Staten) |
| 11 juli 2005 «onderlinge duels» | Romero 37' | Wedstrijdverslag | Nkosi 45'   | Reliant Stadium, Houston Toeschouwers: 45.311 Scheidsrechter: Kevin Stott ( Verenigde Staten) |

|                                 |            |                  |         |                                                                                            |
| 11 juli 2005 «onderlinge duels» | Mexico     | 1 – 0            | Jamaica | Reliant Stadium, Houston Toeschouwers: 45.311 Scheidsrechter: Walter Quesada ( Costa Rica) |
| 11 juli 2005 «onderlinge duels» | Medina 19' | Wedstrijdverslag |         | Reliant Stadium, Houston Toeschouwers: 45.311 Scheidsrechter: Walter Quesada ( Costa Rica) |

### Nummers 3
| Grp | Land     | GW | Win | Gel | Ver | DV | DT | +/− | Pnt |
| --- | -------- | -- | --- | --- | --- | -- | -- | --- | --- |
| C   | Jamaica  | 3  | 1   | 1   | 1   | 7  | 7  | 0   | 4   |
| A   | Colombia | 3  | 1   | 0   | 2   | 3  | 3  | 0   | 3   |
| B   | Canada   | 3  | 1   | 0   | 2   | 2  | 4  | –2  | 3   |

## Knock-outfase
|  | kwartfinale          | kwartfinale               |                           |       | halve finale | halve finale |  |  | finale | finale |
|  |                      |                           |                           |       |              |              |  |  |        |        |
|  |                      |                           |                           |       |              |              |  |  |        |        |
|  | 16 juli – Foxborough |                           |                           |       |              |              |  |  |        |        |
|  |                      |                           |                           |       |              |              |  |  |        |        |
|  | Honduras             | 3                         |                           |       |              |              |  |  |        |        |
|  | Honduras             | 3                         | 21 juli – East Rutherford |       |              |              |  |  |        |        |
|  | Costa Rica           | 2                         |                           |       |              |              |  |  |        |        |
|  | Costa Rica           | 2                         | Honduras                  | 1     |              |              |  |  |        |        |
|  | 16 juli – Foxborough |                           | Honduras                  | 1     |              |              |  |  |        |        |
|  |                      | Verenigde Staten          | 2                         |       |              |              |  |  |        |        |
|  | Verenigde Staten     | Verenigde Staten          | 2                         | 3     |              |              |  |  |        |        |
|  | Verenigde Staten     |                           | 24 juli – East Rutherford | 3     |              |              |  |  |        |        |
|  | Jamaica              | 1                         |                           |       |              |              |  |  |        |        |
|  | Jamaica              | 1                         | Verenigde Staten          | 0 (3) |              |              |  |  |        |        |
|  | 17 juli – Houston    |                           | Verenigde Staten          | 0 (3) |              |              |  |  |        |        |
|  |                      | Panama                    | 0 (1)                     |       |              |              |  |  |        |        |
|  | Mexico               | Panama                    | 0 (1)                     | 1     |              |              |  |  |        |        |
|  | Mexico               | 21 juli – East Rutherford |                           | 1     |              |              |  |  |        |        |
|  | Colombia             | 2                         |                           |       |              |              |  |  |        |        |
|  | Colombia             | 2                         | Colombia                  | 2     |              |              |  |  |        |        |
|  | 17 juli – Houston    |                           | Colombia                  | 2     |              |              |  |  |        |        |
|  |                      | Panama                    | 3                         |       |              |              |  |  |        |        |
|  | Zuid-Afrika          | Panama                    | 3                         | 1 (3) |              |              |  |  |        |        |
|  | Zuid-Afrika          |                           |                           | 1 (3) |              |              |  |  |        |        |
|  | Panama               | 1 (5)                     |                           |       |              |              |  |  |        |        |
|  | Panama               | 1 (5)                     |                           |       |              |              |  |  |        |        |

### Kwartfinale
|                                       |                                    |                  |                      |                                                                                       |
| 16 juli 2005 «onderlinge duels» 13:00 | Honduras                           | 3 – 2            | Costa Rica           | Gillette Stadium, Foxborough Toeschouwers: 22.108 Scheidsrechter: Archundia ( Mexico) |
| 16 juli 2005 «onderlinge duels» 13:00 | Velásquez 6' Turcios 27' Núñez 30' | Wedstrijdverslag | Bolaños 40' Ruiz 81' | Gillette Stadium, Foxborough Toeschouwers: 22.108 Scheidsrechter: Archundia ( Mexico) |

|                                       |                          |                  |            |                                                                                       |
| 16 juli 2005 «onderlinge duels» 16:00 | Verenigde Staten         | 3 – 1            | Jamaica    | Gillette Stadium, Foxborough Toeschouwers: 22.108 Scheidsrechter: Batres ( Guatemala) |
| 16 juli 2005 «onderlinge duels» 16:00 | Wolff 6' Beasley 42' 83' | Wedstrijdverslag | Fuller 88' | Gillette Stadium, Foxborough Toeschouwers: 22.108 Scheidsrechter: Batres ( Guatemala) |

|                                       |            |                  |                            |                                                                                      |
| 17 juli 2005 «onderlinge duels» 15:00 | Mexico     | 1 – 2            | Colombia                   | Reliant Stadium, Houston Toeschouwers: 60.050 Scheidsrechter: Sibrian ( El Salvador) |
| 17 juli 2005 «onderlinge duels» 15:00 | Pineda 65' | Wedstrijdverslag | Castrillón 58' Aguilar 74' | Reliant Stadium, Houston Toeschouwers: 60.050 Scheidsrechter: Sibrian ( El Salvador) |

|                                       |                            |                  |                                     |                                                                                            |
| 17 juli 2005 «onderlinge duels» 18:00 | Zuid-Afrika                | 1 – 1 (n.v.)     | Panama                              | Reliant Stadium, Houston Toeschouwers: 60.050 Scheidsrechter: Peter Prendergast ( Jamaica) |
| 17 juli 2005 «onderlinge duels» 18:00 | Ndlela 68'                 | Wedstrijdverslag | Dely Valdés 48'                     | Reliant Stadium, Houston Toeschouwers: 60.050 Scheidsrechter: Peter Prendergast ( Jamaica) |
| 17 juli 2005 «onderlinge duels» 18:00 | Strafschoppen              |                  |                                     | Reliant Stadium, Houston Toeschouwers: 60.050 Scheidsrechter: Peter Prendergast ( Jamaica) |
| 17 juli 2005 «onderlinge duels» 18:00 | Evans Gaxa Katza Lekgwathi | 3–5              | Tejada Rodríguez Baloy Blanco Gómez | Reliant Stadium, Houston Toeschouwers: 60.050 Scheidsrechter: Peter Prendergast ( Jamaica) |

### Halve finale
|                                       |              |                  |                          |                                                                                                   |
| 21 juli 2005 «onderlinge duels» 18:00 | Honduras     | 1 – 2            | Verenigde Staten         | Giants Stadium, East Rutherford Toeschouwers: 41.721 Scheidsrechter: Peter Prendergast ( Jamaica) |
| 21 juli 2005 «onderlinge duels» 18:00 | Guerrero 30' | Wedstrijdverslag | O'Brien 86' Onyewu 90+2' | Giants Stadium, East Rutherford Toeschouwers: 41.721 Scheidsrechter: Peter Prendergast ( Jamaica) |

|                                       |                |                  |                                  |                                                                                             |
| 21 juli 2005 «onderlinge duels» 21:00 | Colombia       | 2 – 3            | Panama                           | Giants Stadium, East Rutherford Toeschouwers: 41.721 Scheidsrechter: Sibrian ( El Salvador) |
| 21 juli 2005 «onderlinge duels» 21:00 | Patiño 63' 89' | Wedstrijdverslag | Phillips 11' 73' Dely Valdés 26' | Giants Stadium, East Rutherford Toeschouwers: 41.721 Scheidsrechter: Sibrian ( El Salvador) |

### Finale
|                                       |                              |              |                                 |                                                                                          |
| 24 juli 2005 «onderlinge duels» 15:00 | Verenigde Staten             | 0 – 0 (n.v.) | Panama                          | Giants Stadium, East Rutherford Toeschouwers: 31.018 Scheidsrechter: Batres ( Guatemala) |
| 24 juli 2005 «onderlinge duels» 15:00 | Wedstrijdverslag             |              |                                 | Giants Stadium, East Rutherford Toeschouwers: 31.018 Scheidsrechter: Batres ( Guatemala) |
| 24 juli 2005 «onderlinge duels» 15:00 | Strafschoppen                |              |                                 | Giants Stadium, East Rutherford Toeschouwers: 31.018 Scheidsrechter: Batres ( Guatemala) |
| 24 juli 2005 «onderlinge duels» 15:00 | Quaranta Armas Donovan Davis | 3–1          | Tejada Dely Valdés Baloy Blanco | Giants Stadium, East Rutherford Toeschouwers: 31.018 Scheidsrechter: Batres ( Guatemala) |

| CONCACAF Gold Cup Winnaar 2005 |
| ------------------------------ |
| VERENIGDE STATEN 3de titel     |

## Doelpuntenmakers
3 doelpunten
- DaMarcus Beasley
- Landon Donovan
- Carlos Ruiz

- Wilmer Velasquez
- Luis Tejada

2 doelpunten
- Abel Aguilar
- Jairo Patiño
- Randall Brenes

- Ricardo Fuller
- Jermaine Hue
- Jared Borgetti

- Jorge Dely Valdés
- Ricardo Phillips
- Lungisani Ndlela

1 doelpunt
- Ali Gerba
- Atiba Hutchinson
- Jaime Castrillon
- Hector Hugo Hurtado
- Tressor Moreno
- Christian Bolaños
- Bryan Ruiz
- Alain Cervantes
- Maykel Galindo
- Lester More
- Gonzalo Romero
- Samuel Caballero

- Mario Ivan Guerrero
- Maynor Figueroa
- Milton Núñez
- Danilo Turcios
- Teafore Bennett
- Luton Shelton
- Damion Stewart
- Andy Williams
- Omar Bravo
- Gonzalo Pineda
- Alberto Medina
- Francisco Rodríguez

- Philip Evans
- Elrio Van Heerden
- Solace Nkosi
- Siyabango Nomvete
- Abram Raselemane
- Marvin Andrews
- Chris Birchall
- Cornell Glen
- Clint Dempsey
- John O'Brien
- Oguchi Onyewu
- Josh Wolff